# Stump Road Cemetery
Stump Road Cemetery is een Britse militaire begraafplaats met gesneuvelden uit de Eerste Wereldoorlog, gelegen in het Franse dorp Grandcourt, in het departement Somme. De begraafplaats werd ontworpen door Herbert Baker en ligt aan een landweg op 1,2 km ten zuiden van het dorpscentrum (Eglise Saint-Rémy). Ze heeft een rechthoekig grondplan met in de noordwestelijke zijde een boogvormige uitstulping waarin het Cross of Sacrifice staat. Het terrein heeft een oppervlakte van 399 m² en wordt omsloten door een laag natuurstenen muurtje en aan drie zijden ook door een haag. Vanaf de landweg leidt een graspad van 40 m naar de toegang die bestaat uit een metalen hekje tussen stenen zuilen waar zich in één ervan het registerkastje bevindt.
Er liggen 263 slachtoffers begraven waaronder 50 niet geïdentificeerde.
De begraafplaats wordt onderhouden door de Commonwealth War Graves Commission.

## Geschiedenis
Het dorp werd op 1 juli 1916 (eerste dag van de Slag aan de Somme) door eenheden van de 36th (Ulster) Division bereikt maar konden het niet behouden. Pas op 7 februari 1917 werd het door de 63rd (Royal Naval) Division, na een reeks lokale aanvallen die begonnen waren in november 1916, veroverd en bezet. De begraafplaats werd de daaropvolgende maand door de 7th Buffs aangelegd.
Onder de geïdentificeerde slachtoffers zijn er 193 Britten en 20 Canadezen.

### Onderscheiden militairen
- Henry George Punter, sergeant bij de 'he Queen's (Royal West Surrey Regiment) werd onderscheiden met de Distinguished Conduct Medal (DCM).
- Arthur Tyrrell, sergeant bij de The Queen's (Royal West Surrey Regiment) werd tweemaal onderscheiden met de Military Medal (MM and Bar).